# Provinces transtigritanes
Les Provinces transtigritanes (en latin : regiones transtigritanae), littéralement, les « provinces au-delà du Tigre » sont les pays situés au-delà du Tigre et cédés à Dioclétien par le roi de Perse Narseh en 298 par la paix de Nisibe. Ces territoires furent placés sous l'autorité de satrapes arméniens sous le contrôle de l'Empire romain.
Ces provinces étaient au nombre de cinq et avaient été pour la plupart détachées de l'Arménie : c'étaient l'Arzanène, la Zabdicène, la Gordyène, la Moxoène, et la Rehimène. Une autre source — Pierre le Patrice — donne l'Ingilène, la Sophène, l'Arzanène, la Gordyène, et la Zabdicène.
En 363, après la campagne désastreuse de Julien contre les Perses, une partie des provinces transtigritaines fut rétrocédée par son successeur Jovien, pressé de faire la paix pour sauver l'armée romaine placée dans une situation désavantageuse,.